# Finestres (Pinell de Solsonès)
Finestres és una masia situada al municipi de Pinell de Solsonès a la comarca catalana del Solsonès, construïda durant el segle xvii. A uns 200 metres al sud hi passa el barranc de Pinell, i quant a altres masies, no en trobem cap a menys d'un kilòmetre, essent les més properes les de Casals, Vallcirera i Vilardaga.
Està situada a 590 m d'altitud.

## POUM
En el POUM del municipi de Pinell, es justifiquen les següents raons legals que n'aconsellen la recuperació i preservació:
- Paisatgístic: posició en el territori, visibilitat des dels recorreguts principals, integració en el paisatge.
- Mediambiental: l'estructura del medi rural del municipi es fonamenta en un sistema de masies gairebé equidistants que facilita l'explotació i control del medi. L'ocupació permanent de la masia facilitarà l'explotació agrícola i la preservació del medi.
- Històric: època de construcció segle xvii. Raons històriques del seu enclavament i ús.
- Arquitectònic: Tipologia pròpia de la zona. Elements constructius representatius.